# Geoff Evans (rugby à XV, 1942)
Pour les articles homonymes, voir Geoff Evans et Evans.
Pas d'image ? Cliquez ici

a Compétitions nationales et continentales officielles uniquement.

b Matchs officiels uniquement.
Thomas Geoffrey Evans dit Geoff Evans, né le 1er mai 1942 à Llanelli, est un joueur de rugby à XV qui a joué avec l'équipe du pays de Galles de 1970 à 1972, évoluant au poste de deuxième ligne. 

## Biographie
Il joue en club avec les London Welsh. Il connaît également deux sélections avec les Barbarians en 1971. Il dispute son premier test match le 24 janvier 1970 contre l'équipe d'Afrique du Sud et son dernier test match contre l'équipe de France le 25 mars 1972. Il participe également à la tournée des Lions britanniques en 1971 disputant six rencontres mais aucun test match.

## Palmarès
- Vainqueur du Tournoi des Cinq Nations en 1970

## Statistiques en équipe nationale
- 7 sélections
- Sélections par année : 4 en 1970, 3 en 1972
- Tournois des Cinq Nations disputés : 1970, 1972